# Bird Cove
Bird Cove est une ville située sur l'île de Terre-Neuve dans la province de Terre-Neuve-et-Labrador au Canada. La population y était de 137 en 2006. Selon le recensement de 2021 effectué par Statistique Canada, Bird Cove avait une population de 175 habitants vivant dans 81 des 88 logements privés totaux, ce qui représente une diminution de 2,2 % par rapport à sa population de 2016 qui était de 179 habitants1. La ville a une superficie de 7,69 km² et une densité de population de 22,8 habitants par km².
La région de Bird Cove est connue pour ses ressources naturelles diversifiées et a été un lieu d’importance pour divers groupes de personnes pendant plus de 5000 ans.

## Annexe